# Gianni Zangarelli Ciuffini
Gianni Ciuffini (...) è un regista cinematografico, produttore cinematografico, editore e autore italiano.
È altresì produttore televisivo e musicale

## Biografia
Gianni Ciuffini lascia la città natale in seguito alla separazione dai genitori a soli 5 anni.
Inizia a lavorare giovanissimo nelle case di produzione di famiglia Film Iris, Group one e Filmakers lavorando così con registi come: Paolo e Vittorio Taviani, Luigi Comencini, Giuliano Montaldo, Dino Risi, François Truffaut, Gillo Pontecorvo, Elio Petri , Mario Monicelli, Nanny Loy .
Entra nel mondo del cinema a soli 17 anni e da allora è aiuto regista in oltre 30 film.
Nel 1977 lascia il cinema e si dedica alla televisione e importa in Italia le prime Telenovelas dal Brasile e dal Messico, in compartecipazione con il circuito Grt.
Realizza come Regista ed autore per l'emittente Uomo TV, programmi televisivi tra cui Corpo scena realizzato con Alberto Abruzzese e Una storia realizzato con Lilletta Bertolucci.
Tra il 1978 ed il 1979, viene chiamato a dirigere i programmi dell'emittente televisiva Umbria TV e nel 1980 è responsabile della programmazione del circuito nazionale Net, insieme a Walter Veltroni e Piero Pasetti. 
Nel 1980 sempre per il circuito Net partecipa alla costruzione e nascita dell'emittente Rete 7 (Bologna), emittente di riferimento della Lega delle cooperative.
Nel 1981 è direttore dei programmi dell'emittente Atv7  dove realizza, come autore e regista, oltre 400 ore di programmi. Tra i più noti: Folklorissima, Piazza grande, Sette volte 7,  ed altri programmi che battono record di ascolti tra il 1981 ed il 1986, superando in prime-time nelle regioni Abruzzo, Marche, Puglia le reti Rai e Fininvest.
Realizza nella metà degli anni 80, come regista tv, i concerti di Miriam Makeba, Amália Rodrigues, Gilbert Bécaud, Julio Iglesias, Charles Aznavour trasmessi dal circuito Net.
Fonda come editore nel 1988 il circuito televisivo nazionale Azzurra , il primo ad essere interconnesso in diretta in 15 regioni, attività portata avanti sino al 1995.
Produce nel 1996 il programma tv Quanto mi ami (106 puntate), remake di M'ama non m'ama con autore Paolo Limiti.
Dal 1998 torna ad occuparsi di cinema come produttore , realizza sei film, in ultimo Assassini dei giorni di festa, di Damiano Damiani, che sarà anche l'ultimo del regista, prima della sua scomparsa.
Produce e realizza due manifestazioni Internazionali musicali dedicate al Brasile: Brasil memorias 2006 (Teatro Sistina, Roma) e Vento do mar 2010 (Capri); produce inoltre per l'Italia l'artista brasiliana Fafá de Belém, memorabile il concerto della stessa nella Cavea dell'Auditorium Parco della Musica di Roma a Luglio 2006; ; collabora anche con artisti brasiliani come Toquinho, Jacques Morelebaun e Paula Morelenbaum, Miúcha.
Nel 2012 produce ed è coautore dell'album Respiro della cantautrice Carla Cocco che vanta collaborazioni con artisti quali Toquinho, Maria Gadú, Audio 2.
A giugno 2013 crea e produce lo spettacolo all'Auditorium Parco della musica di Roma Una notte per Vinicius con ospiti Ornella Vanoni, Tony Bungaro, Celso Fonseca, Selma Hernandes, Orso Maria Guerrini,  per rendere omaggio al poeta e compositore Vinícius de Moraes in occasione del suo centesimo anniversario dalla nascita. La serata celebrava anche l'ottantesimo anniversario della nascita di Sergio Endrigo.
A Settembre 2013 produce televisivamente il concerto Toquinho "Brasil", realizzato all'Auditorium Parco della musica-Sala Santa Cecilia.
Nel 2019 realizza come -autore e regista il docufilm Il talento della fantasia, opera dedicata allo sceneggiatore Elvio Porta, scomparso nel 2016. Il documentario partecipa al David di Donatello 2020 ed è presentato in diversi festival (Los Angeles-San Francisco-Tribeca-Goteborg-Locarno-Toronto) e vince il Graff film festival di Venezia nel 2021.
Nel 2023 scrive e dirige Un weekend particolare, film interpretato da Nancy Brilli, Enzo Decaro, Corrado Fortuna, Mariana Falace e Lucio Aiello uscito nelle sale ad ottobre 2023.

## Televisione

### Produttore Regista TV e Autore
- Gino Paoli live-GBR Radiotelevisione-1977
- Riccardo Cocciante live-GBR Radiotelevisione-1977
- Franco Califano live-GBR Radiotelevisione-1977
- Cronache del Cinema-GBR Radiotelevisione 1977
- Corpo Scena-La uomo tv- programma televisivo (1978)
- Una storia -La uomo tv- programma televisivo (1978)
- Folklorissima- ATV7-programma televisivo (1981–1983)
- Piazza grande-ATV7-programma televisivo (1982–1983)
- Sette volte 7-ATV7- programma televisivo (1983–1984)
- Quanto mi ami - programma televisivo (1996)
- Concerto Miriam Makeba NET* (1982)
- Concerto Amália Rodrigues NET (1982)
- Concerto Gilbert Bécaud  NET (1982)
- Concerto Julio Iglesias NET (1982)
- Concerto Charles Aznavour NET (1982)
- NET -Nuova emittenza televisiva

## Filmografia

### Produttore
- La rumbera, regia di Piero Vivarelli (1998)
- Assassini dei giorni di festa, regia di Damiano Damiani (2003)
- La lettera, regia di Luciano Mattia Cannito (2004)
- Signora, regia di Francesco Laudadio (2004)
- Prova a volare, regia di Lorenzo Cicconi Massi (2007)

### Aiuto regista e regista
- Storie di vita e malavita regia di Carlo Lizzani 1974 ( Aiuto regista)
- Non si sevizia un paperino, regia di Lucio Fulci 1972 (Assistente alla regia)
- Lo chiameremo Andrea, regia di Vittorio de Sica 1972 (Assistente alla regia)
- Effetto notte, regia di François Truffaut 1973 ( Assistente alla regia)
- Amore e ginnastica, regia di Luigi Filippo D'Amico 1973 ( Assistente alla regia)
- Le Téléphone rose, regia di Eduard Molinaro 1972( Assistente alla regia)
- Anno uno, regia di Roberto Rossellini 1974 ( Assistente alla regia)
- Mussolini ultimo atto, regia di Carlo Lizzani 1974 ( Assistente alla regia)
- La donna della domenica, regia di Luigi Comencini 1975 (Aiuto Regista)
- Pazzi borghesi, regia di Claude Chabrol 1976 ( Aiuto Regista)
- Gli anni in tasca, regia di Francoise Truffaut 1976 ( Aiuto Regista)
- Alice, regia di Claude Chabrol 1977 (Aiuto Regista)
- L'ultimo giorno d'amore, regia di Eduard Molinaro 1977 Regista)
- La camera verde, regia di Francoise Truffaut 1978  ( Aiuto Regista)
- Lo sparviero, regia di Philippe Labro  1976 ( Aiuto regista)
- Elvio Porta : Il talento della fantasia docufilm 2021 Regia
- Un weekend particolare, film 2023 Regia

## Musica

### Produttore artistico e realizzatore
- Brasil Memorias (2006)
- Fafá De Belém (2006)
- Vento do Mar (2010)
- Miucha Buarque De Hollanda (2012)
- Carla Cocco (2012)
- Una notte per Vinicius (2013)
- Toquinho Brasil (2013)